# Table des caractères Unicode/U0800
Cette page contient des caractères spéciaux ou non latins. S’ils s’affichent mal (▯, ?, etc.), consultez la page d’aide Unicode.
Table des caractères Unicode U+0800 à U+083F (2 048 à 2 111 en décimal) (écrits de droite à gauche).

## Samaritain(Unicode 5.2)
Lettres, marques combinatoires, signes voyelles ou lettres voyelles modificatives, et signes de ponctuation, utilisés pour l’écriture sémitique avec l’abjad samaritain.

### Table des caractères
| en fr  | 0 | 1 | 2 | 3 | 4 | 5 | 6 | 7 | 8 | 9 | A | B | C | D | E | F |
| ------ | - | - | - | - | - | - | - | - | - | - | - | - | - | - | - | - |
| U+0800 | ࠀ | ࠁ | ࠂ | ࠃ | ࠄ | ࠅ | ࠆ | ࠇ | ࠈ | ࠉ | ࠊ | ࠋ | ࠌ | ࠍ | ࠎ | ࠏ |
| U+0810 | ࠐ | ࠑ | ࠒ | ࠓ | ࠔ | ࠕ | ࠔࠖ | ࠔࠗ | ࠔ࠘ | ࠔ࠙ | ࠚ | ࠔࠛ | ࠔࠜ | ࠔࠝ | ࠔࠞ | ࠔࠟ |
| U+0820 | ࠔࠠ | ࠔࠡ | ࠔࠢ | ࠔࠣ | ࠤ | ࠔࠥ | ࠔࠦ | ࠔࠧ | ࠨ | ࠔࠩ | ࠔࠪ | ࠔࠫ | ࠔࠬ | ࠔ࠭ |   |   |
| U+0830 | ࠰ | ࠱ | ࠲ | ࠳ | ࠴ | ࠵ | ࠶ | ࠷ | ࠸ | ࠹ | ࠺ | ࠻ | ࠼ | ࠽ | ࠾ |   |

### Historique

#### Version initiale Unicode 5.2
C’est la version initiale, non modifiée depuis.